# 博讷马宗
博讷马宗（法語：Bonnemazon，法語發音：[bɔnmazɔ̃]）是法国上比利牛斯省的一个市镇，属于巴涅尔德比戈尔区。

## 地理
博讷马宗（43°6'10"N, 0°16'10"E）面积5 平方千米，位于法国奧克西塔尼大區上比利牛斯省，该省份为法国西南部内陆省份，北至热尔省，西接大西洋比利牛斯省，南与西班牙接壤，东临上加龙省。
与博讷马宗接壤的市镇（或旧市镇、城区）包括：阿尔蒂格米、比戈尔堡、卡斯蒂永、锡约塔、莫沃赞、邦凯-莫莱尔。

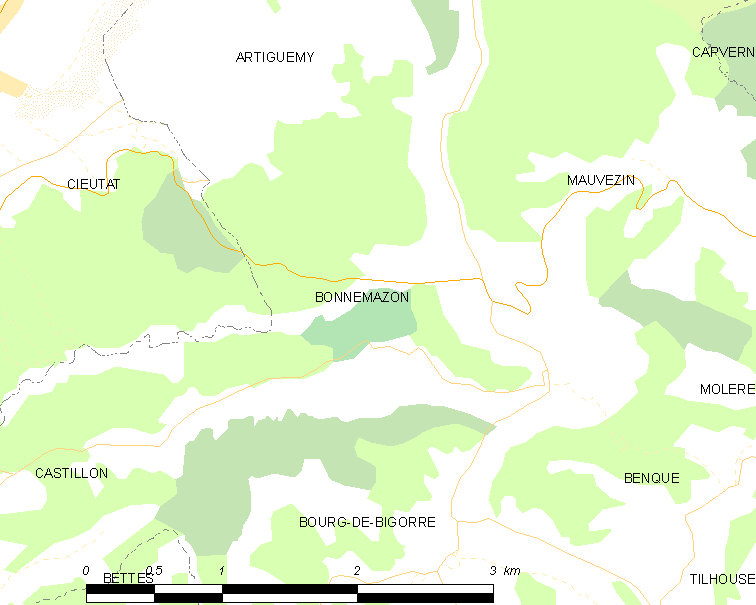
博讷马宗的OSM定位图

博讷马宗的时区为UTC+01:00、UTC+02:00（夏令时）。

## 行政
博讷马宗的邮政编码为65130，INSEE市镇编码为65096。

## 政治
博讷马宗所属的省级选区为阿罗斯河与巴伊斯河谷县。

## 人口

1962-2008年间博讷马宗人口变化图示

博讷马宗于2022年1月1日时的人口数量为71人。